# Medal of Honor: Underground
Medal of Honor: Underground (v překladu Medaile cti: Podzemí) je pokračování počítačové hry Medal of Honor z roku 1999. Hra byla vydána v roce 2000 pro PlayStation, pak také později v roce 2003 pro Game Boy Advance.

## Příběh
Úkol Jimmyho Pattersona převezme francouzská kráska Manon Batisteová, která působila v prvním díle Medal of Honor jako jeho rádce. Manon a její bratr Jacques Batiste, se rozhodli bojovat za svou krajinu. Manon, Jacques a ještě nějací lidé z jejich města si hledají místo na přežití během druhé světové války v roce 1940. Nejlepším společníkem je Manonin bratr Jacques, který na konci první mise tragicky vybouchne v dodávce. Manon pak musí pokračovat sama a musí bojovat proti nepřátelům: strážcům, Němcům, nacistům, rytířům, psům, vybuchujícím zombíkům a velkým louskáčkům. Manon musí projít spoustou těžkých misí, které se odehrávají na poušti, na Krétě, v Německu a v různých krajinách, aby zavládl mír. Také dostane spoustu úkolů které musí splnit. Po dohrání hry je možné odemknout několik nových postav v multiplayeru.